# 712e Infanteriedivisie (Duitsland)
De 712e Infanteriedivisie (Duits: 712. Infanterie-Division) was een Duitse infanteriedivisie tijdens de Tweede Wereldoorlog. De divisie fungeerde ruim drie jaar als bezettingsmacht en kustverdediging in het westen. Toen de geallieerden in september 1944 dichterbij kwamen, werd de divisie over de Schelde gebracht en in Noord-Brabant ingezet en later boven de Maas en Waal. In januari 1945 werd de divisie dan overgebracht naar het ineenstortende Duitse front in Polen en later ingezet langs de Oder. De divisie werd grotendeels vernietigd in april 1945 in de Kessel van Halbe.

## Geschiedenis

### Oprichting
De 712e Infanteriedivisie werd opgericht op 5 mei 1941 rond Trier in Wehrkreis XII als onderdeel van de 15. Welle. Opgericht werd Infanterie-Regiment 732 uit Divisie.Nr. 172, Infanterie-Regiment 745 uit Divisie.Nr. 182 en Artillerie-Abteilung 652 uit Divisie.Nrs. 172 & 182.

### Bezettingsmacht
De divisie werd in juli 1941 verplaatst naar bezet Frankrijk, eerst naar Bretagne en in september 1941 naar de demarcatielijn met Vichy-Frankrijk. Medio juni 1942 werd de divisie dan verplaatst naar de kust, waar ze het gebied rond Zeebrugge bezette, inclusief de zuidelijke oever van de Schelde. In dit gebied bleef de divisie tot begin september 1944.

### Nederland
Begin september 1944 naderden de geallieerden, die oprukten vanuit Normandië, het gebied waar de divisie lag. Tezamen met de rest van het 15e Leger werd de divisie samengedrukt aan de Belgische kust/Zeeuws-Vlaanderen. Vanaf 20 september 1944 werd de divisie overgezet naar Walcheren en kwam rond 23 september aan bij Tilburg. En ging daarna door naar het front ten oosten van ’s-Hertogenbosch. Hier kreeg de divisie op 22 oktober 1944 de Britse aanval te verduren van Operatie Alan (deel van Operatie Fazant). Ruim een week later was de divisie over de Maas gedrongen. Hier nam de divisie stelling in op de noordoever. Een maand later werd de sector ingenomen rondom Tiel langs de Waal.

### Oostfront
Op 15 januari 1945 kreeg de divisie bevel op transport te gaan richting het oostfront. Al op 17 januari 1945 stonden de eerste delen van de divisie in actie in Polen, bij Żarki en enkele dagen later bij Georgenberg en verder richting Schwarzwasser. Vervolgens werd de divisie ingezet aan de Oder bij Frankfurt (a/d Oder). In de gevechten hier tussen 6 februari en 13 maart 1945 leed de divisie samen met de Pantsergrenadierdivisie Kurmark een verlies van 2000 man. Daarmee was de divisie grotendeels vernietigd en daarop werden Grenadier-Regiment 732, Füsilier-Bataillon 712 en Artillerie-Regiment 1712 in de 45e en 68e Infanteriedivisies ingevoegd, maar de divisiestaf bleef separaat bij Heeresgruppe Weichsel.

## Heroprichting
Op 26 maart 1945 werd de divisie alweer heropgericht bij Küstrin, uit de nog aanwezige divisiestaf en enkele regimenten die tijdelijk onder Pantsergrenadierdivisie Kurmark bij Küstrin hadden gevochten plus een regiment van Schatten-Division Hannover.
Bij het begin van het Sovjet offensief tegen Berlijn stond de divisie aan de Oder. Deels werd de divisie betrokken bij de Slag om de Seelower Höhen, maar grotendeels gingen de Sovjets langs de noordelijke flank. Wel werd de divisie als deel van het 9e Leger langzaam naar achteren gedrongen richting Fürstenwalde en daarna verder naar het Spreewald. Hier raakte het 9e Leger ingesloten. Toen ontspon zich de Slag om Halbe. In deze Kessel (zak) gezeten, probeerde het 9e Leger uit te breken naar het westen. Slechts een klein deel redde het om aansluiting te vinden bij het tegemoetkomende 12e Leger tot 3 mei 1945. Hierbij bevonden zich ook de schamele resten van de divisie. Het grootste deel van de divisie bleef achter, dood of gevangengenomen door het Rode Leger.

### Het einde
De resten van de 712e Infanteriedivisie trokken tussen 3 en 7 mei 1945 over de brug over de Elbe bij Tangermünde en gaven zich daar over aan US-troepen.

## Bovenliggende bevelslagen
| Legerkorps                    | Leger              | Legergroep              | Plaats/regio              | Begin                   | Eind                    |
| ----------------------------- | ------------------ | ----------------------- | ------------------------- | ----------------------- | ----------------------- |
| 25e Legerkorps                | 7. Armee           | Heeresgruppe D          | Frankrijk                 | 6 juni 1941             | 20 september 1941       |
| Höheres Kommando z.b.V. XXXXV | 1. Armee           | Heeresgruppe D          | Frankrijk, demarcatielijn | 21 september 1941       | 27 mei 1942             |
| 83e Legerkorps                | Armeegruppe Felber | Heeresgruppe D          | België                    | 27 mei 1942             | begin juni 1942         |
| 82e Legerkorps                | 15. Armee          | Heeresgruppe D          | België                    | 12 juni 1942            | augustus/september 1942 |
| Korps Schelde                 | 15. Armee          | Heeresgruppe B          | België                    | augustus/september 1942 | 25 oktober 1942         |
| 89e Legerkorps                | 15. Armee          | Heeresgruppe B          | België                    | 25 oktober 1942         | 22 september 1944       |
| 88e Legerkorps                | 15. Armee          | Heeresgruppe B, later H | Nederland                 | 23 september 1944       | 16 december 1944        |
| 88e Legerkorps                | 25. Armee          | Heeresgruppe H          | Nederland                 | 17 december 1944        | 15 januari 1945         |
| ??                            | 17. Armee          | Heeresgruppe Mitte      | Polen                     | 17 januari 1945         | begin februari 1945     |
| XI SS Pantserkorps            | 9. Armee           | Heeresgruppe Weichsel   | Oder, Halbe               | begin februari 1945     | begin mei 1945          |

## Commandanten
| Rang            | Naam                      | Begin            | Eind              |
| --------------- | ------------------------- | ---------------- | ----------------- |
| Generalmajor    | George von Döhren         | 3 mei 1941       | 15 april 1941     |
| Generalleutnant | Friedrich-Wilhelm Neumann | 16 april 1941    | 25 februari 1945  |
| Oberst          | Heinz Fiebig              | 15 augustus 1944 | 26 september 1944 |
| Generalmajor    | Joachim von Siegroth      | 25 februari 1945 | 2 mei 1945        |

Generalleutnant Neumann was van 12 tot 29 januari 1944 tijdelijk plaatsvervangend commandant van het 89e Legerkorps en ook nog eens van 30e Legerkorps van 23 november tot 16 december 1944. Verder is hij genoemd als commandant van “Korps Neumann” van 10 augustus tot 23 augustus 1944, waarbij Oberst Fiebig zijn vervanger was.

Generalmajor von Siegroth raakte in de Kessel van Halbe vermist (2 mei 1945).

## Samenstelling
1941
- Infanterie-Regiment 732
- Infanterie-Regiment 745
- Artillerie-Abteilung 652
- Divisie-eenheden 712

1943
- Artillerie-Regiment 652 gevormd uit Artillerie-Abteilung 652, eind december 1943 omgedoopt in Artillerie-Regiment 712 en in januari 1944 omgedoopt in Artillerie-Regiment 1712

januari 1944
- Füsilier-Bataillon 712 uit I./Grenadier-Regiment 745
- Ost-Bataillon 628 als vervanging voor I./Grenadier-Regiment 745 ingevoegd

24 december 1944
- een derde regiment voor de divisie, Grenadier-Regiment 764, werd opgericht

maart 1945
- Grenadier-Regiment 732 uit Grenadier(Führungsnachwuchs)-Regiment 1239
- Grenadier-Regiment 745 uit Grenadier(Führungsnachwuchs)-Regiment 1241
- Grenadier-Regiment 764 uit Regiment B (Marburg) van de Schatten-Division Hannover
- Artillerie-Regiment 1712 met alleen de IV. Abteilung